# Eyalato de Kastamonu
El eyalato de Kastamonu (en turco otomano: ایالت قسطمونی; Eyālet-i Qasṭamōnī‎) fue un eyalato del Imperio otomano. 

## Divisiones administrativas
Sanjacados a mitad del siglo XIX:
1. Sanjacado de Kocaeli (Bitinia)
2. Sanjacado de Bolu (Paflagonia)
3. Sanjacadode Virantsehir (Honorias) (cerca de Eskipazar)
4. Sanjacado de Sinope (Helenopontus)